# 瓦季姆·安德烈耶夫
瓦季姆·康斯坦丁诺维奇·安德烈耶夫（俄語：Вадим Константинович Андреев，1927年1月28日—2020年8月1日），苏联军事领导人，空军上将，苏联功勋军事飞行员。

## 生平
1927年1月28日生于沃羅涅日省新波克罗夫卡。1941年进入沃罗涅日空军特殊学校，1944年毕业后进入苏联红军服役。1948年开始在远东军区服役。1958年毕业于列宁格勒红旗空军学院。1965年升任歼击机团团长。1966年任歼击机师副师长。
1967年，任苏军驻德集群空军第16集团军歼击机第126师师长。1970年，任土耳其斯坦军区副司令，负责作战训练和高等军事教育。1971年，任外贝加尔军区空军第23集团军第一副司令。1973年8月，任中亚军区空军第73集团军司令。1975年毕业于苏联总参谋部军事学院。
1976年7月，任莫斯科军区空军司令。1983年，任苏联国防部空军总监察长。1986年9月至1991年3月，华沙条约组织联合武装力量空军副总司令。1991年9月退役。
2020年8月1日在莫斯科逝世。葬于联邦军人纪念公墓。

## 军衔
- 空军少将（1970年4月29日）
- 空军中将（1975年4月24日）
- 空军上将（1980年5月7日）